# Aleksej Bugaev
Aleksej Ivanovič Bugaev (in russo Алексей Иванович Бугаев?; Mosca, 25 agosto 1981 – Ucraina, 29 dicembre 2024) è stato un calciatore russo, di ruolo difensore.

## Biografia
Bugaev giocò per la Torpedo Mosca e per la Lokomotiv Mosca. Nel 2004 fu incluso nella lista dei convocati della nazionale russa per gli Europei in Portogallo. Nel settembre del 2024 fu condannato per traffico di droga a 9 anni e mezzo, e per sfuggire alla condanna si arruolò nell’esercito; rimase ucciso durante la guerra russo-ucraina, sul finire dell'anno.

## Statistiche

### Cronologia presenze e reti in nazionale
| Cronologia completa delle presenze e delle reti in nazionale ― Russia | Cronologia completa delle presenze e delle reti in nazionale ― Russia | Cronologia completa delle presenze e delle reti in nazionale ― Russia | Cronologia completa delle presenze e delle reti in nazionale ― Russia | Cronologia completa delle presenze e delle reti in nazionale ― Russia | Cronologia completa delle presenze e delle reti in nazionale ― Russia | Cronologia completa delle presenze e delle reti in nazionale ― Russia | Cronologia completa delle presenze e delle reti in nazionale ― Russia |
| Data                                                                  | Città                                                                 | In casa                                                               | Risultato                                                             | Ospiti                                                                | Competizione                                                          | Reti                                                                  | Note                                                                  |
| --------------------------------------------------------------------- | --------------------------------------------------------------------- | --------------------------------------------------------------------- | --------------------------------------------------------------------- | --------------------------------------------------------------------- | --------------------------------------------------------------------- | --------------------------------------------------------------------- | --------------------------------------------------------------------- |
| 25-5-2004                                                             | Graz                                                                  | Austria                                                               | 0 – 0                                                                 | Russia                                                                | Amichevole                                                            | -                                                                     |                                                                       |
| 16-6-2004                                                             | Lisbona                                                               | Portogallo                                                            | 2 – 0                                                                 | Russia                                                                | Euro 2004 - 1º turno                                                  | -                                                                     |                                                                       |
| 20-6-2004                                                             | Faro                                                                  | Russia                                                                | 2 – 1                                                                 | Grecia                                                                | Euro 2004 - 1º turno                                                  | -                                                                     |                                                                       |
| 9-10-2004                                                             | Lussemburgo                                                           | Lussemburgo                                                           | 0 – 4                                                                 | Russia                                                                | Qual. Mondiali 2006                                                   | -                                                                     |                                                                       |
| 13-10-2004                                                            | Lisbona                                                               | Portogallo                                                            | 7 – 1                                                                 | Russia                                                                | Qual. Mondiali 2006                                                   | -                                                                     | 46’                                                                   |
| 17-11-2004                                                            | Krasnodar                                                             | Russia                                                                | 4 – 0                                                                 | Estonia                                                               | Qual. Mondiali 2006                                                   | -                                                                     |                                                                       |
| 9-2-2005                                                              | Cagliari                                                              | Italia                                                                | 2 – 0                                                                 | Russia                                                                | Amichevole                                                            | -                                                                     |                                                                       |
| Totale                                                                |                                                                       | Presenze                                                              | 7                                                                     |                                                                       | Reti                                                                  | 0                                                                     |                                                                       |

## Palmarès

### Club

#### Competizioni nazionali
- Supercoppa di Russia: 1

Lokomotiv Mosca: 2005